# Young All-Stars
Young All-Stars è un gruppo di supereroi immaginari della DC Comics. Furono creati da Roy Thomas, Dann Thomas e Michael Bair li introdusse in Young All-Stars n. 1 in data giugno 1987.

## Storia della pubblicazione
Young All-Stars era il seguito di una popolare serie della DC della Golden Age conosciuta come All-Star Squadron, anche questo scritto da Roy Thomas. L'intenzione era di prendere la storia di questa serie dopo gli eventi di Crisi sulle Terre infinite, che necessitava la scrittura di Superman, Batman e Wonder Woman al di fuori delle loro serie originali, da quando le storie delle loro versioni della Seconda guerra mondiale non esistevano più. I personaggi di Iron Munro, Fury e Flying Fox furono inseriti solo per rimpiazzare essenzialmente questi eroi nella nuova continuità. La nuova serie non fu popolare come la precedente e fu cancellata dopo 30 numeri e un annuale.

## Storia
Mentre portavano avanti una missione per la All-Star Squadron, TNT e Dyna-Mite furono sconfitti dai membri dell'Axis Amerika. Durante la battaglia, T.N.T. rimase ucciso. Dyna-Mite, che sopravvisse per il rotto della cuffia, fu aiutato da Arn Munro, un giovane che possedeva abilità fisiche super umane. Iron Munro, Fury (Helena Kosmatos), Flying Fox, e Dan aiutarono a debellare un attacco degli Axis Amerika al quartier generale dell'All-Star Squadron. I quattro giovani eroi incontrarono Neptune Perkins e Tsunami mentre erano diretti alla West Coast per sconfiggere gli Axis Amerika. Successivamente incontrarono, e reclutarono, Tigress.
Dopo l'inseguimento delle forze degli Axis Amerika, i cinque eroi furono invitati a far parte dell'All-Star Squadron in prova. Con loro combatterono le minacce degli Axis locali e straniere. Incontrarono anche un gruppo di metaumani messi insieme dai paesi Alleati conosciuti come Young Allies, che erano membri provenienti dalla Russia, Cina, Francia ed Inghilterra. Gli Young All-Stars furono successivamente sciolti dopo essere stati assorbiti dall'All-Star Squadron.

## Membri
- Dan the Dyna-Mite - Ex spalla di T.N.T. con poteri esplosivi.
- Flying Fox - Eroe nativo americano dal Canada.
- Fury I - Helena Kosmatos è un'eroina amazzone potenziata dalle antiche Furie.
- Iron Munro - Arn Munro è il figlio illegittimo di Hugo Danner, protagonista del romanzo di Philip Wylie degli anni trenta Il Gladiatore.
- Neptune Perkins - Eroe della Seconda guerra mondiale che può respirare sott'acqua. Avrebbe successivamente sposato Tsunami, e divenne un Senatore degli Stati Uniti.
- Tigress - Paula Brooks era una gatta ladra trasformata in eroina. Nell'epoca post-Seconda Guerra Mondiale, divenne la criminosa Huntress.
- Tsunami - Possedeva il potere di controllare le acque e di respirarvi al di sotto. Una donna nippo-americana, come lei stessa si descrisse.